# Витт, Василий Васильевич
Василий Васильевич (Людвигович) фон Витт (1818—1894) — русский военный инженер и архитектор, академик архитектуры Императорской Академии художеств; генерал-майор инженерной службы.

## Биография
Сын часовых дел мастера. Был аттестован Императорской Академией художеств на звание неклассного художника (1838) за «проект театра на 500 человек» (по заданной Академией программе).
Окончил Главное инженерное училище (1840). Преподавал в Николаевской инженерной академии. Работал в Санкт-Петербурге, Царском Селе, Павловске, Новгородской и Смоленской губерниях. Член Съезда Мировых судей в Царскосельском уезде (1874—1877), член Уездной земской управы в Царском Селе. Жена Василия Васильевича — Генриетта Густавовна фон Витт, урождённая Брунст (1823-1894)
Получил звание «назначенного в академики» (1847) за «проект павильона».  Было присвоено звание академика (1858) за представленные проекты «на перестройку 24-х каменных зданий в Санкт-Петербурге».
Награды: орден св. Анны 3 ст. (1859), Знак отличия за 15 лет службы (1857).
Сведения о путешествиях Василия ради вдохновения не подтверждены ни одним исторически достоверным источником.
Скончался (1894) в Санкт-Петербурге. Похоронен на Царскосельском Казанском кладбище.
Известными работами архитектора В. В. фон Витта в Санкт-Петербурге являются:
- Доходный дом. Мойки наб., 27 (1844)[6]
- Доходный дом. Казанская ул., 38 (1851)[7]
- Доходный дом. Грибоедова наб.к., 66 (1852)[8]
- Доходный дом  Калугиных. Мойки наб., 22 (1852—1853)[9]
- Доходный дом. Грибоедова наб.к., 70 (1853)[10]
- Доходный дом. Люблинский пер., 6 (1854)[11]
- Доходный дом В. И. Минеева. Марата ул., 21; Колокольная ул., 15 (1854)[12]
- Доходный дом. Вознесенский пр., 24; Казанская ул., 52 (1854)[13]
- Доходный дом Духовного ведомства. Фонтанки наб., 171 (1854)[14]
- Доходный дом Е. Х. Брунст. Казанская ул., 4; Сергея Тюленина пер., 2 (1856—1857)[15]
- Доходный дом. Грибоедова наб.к., 110 (1858)[16]
- Доходный дом. Большая Подьяческая ул., 23 (1858)[17]
- Доходный дом. Достоевского ул., 13 (1859)[18]
- Доходный дом (правая часть). 11-я Красноармейская ул., 12 (1859)[19]
- Доходный дом А. И. и И. И. Кабатовых. Восстания ул., 24; Некрасова ул., 27 (1859)[20]
- Доходный дом. Гражданская ул., 11 (1859)[21]
- Доходный дом. Некрасова ул., 25 (1859)[22]
- Дом Ф. И. Ротина (перестройка). Вознесенский пр., 27; Красноградский пер., 3 (1860)[23]
- Особняк А. О. Витали. Грибоедова наб.к., 156 (1860)[24]
- Доходный дом (правая часть). Римского-Корсакова пр., 113 (1860)[25]
- Доходный дом. 5-я Советская ул., 32; Дегтярная ул., 18 (1860)[26]
- Доходный дом. Моховая ул., 13 (1865)[27]
- Дом Бланк (надстройка). 9-я линия ВО, 4; Кадетский пер., 1 (1874)[28]
- Доходный дом Р. Г. Клинкстрем. Достоевского ул., 2; Кузнечный пер., 5 (1882)[29]